# 금오산로
금오산로(Geumosan-ro)는 대한민국의 경상북도 구미시 지산동에서 시작하여, 남통동을 거쳐 연결하는 도로이다.

## 노선 경로
- (이름 없음) - 야은로
- 구미교(구미천)
- 원평네거리 - 산업로
- 금오산네거리 - 구미중앙로
- 각산네거리 - 원남로, 백산로
- 제1금오교(금오천)
- 남통교
- (이름 없음) - 공원로
- 금오산매표소